# Deák B. Ferenc
Deák B. Ferenc névvariáns: Deák B. Ferenc ifj. (Budapest, 1938. július 22. – 2004.) magyar színész, festő.

## Életpályája
1956-ban érettségizett a Képző- és Iparművészeti Gimnáziumban. Színpadi pályafutását 1956-ban, Debrecenben kezdte. 1958–1961 között az Állami Déryné Színház tagja volt. 1958-tól szerepelt filmekben. 1961–1976 között a Madách Színház szerződtette le. 1976-tól festőművészként dolgozott. 1979–1981 között a Játékszínben lépett fel. 1988–1994 között a székesfehérvári Vörösmarty Színházban volt látható.

## Színházi szerepei
- Molière: Botcsinálta doktor.... Harics
- Simon Magda: Százházas lakodalom.... Károly
- Fazekas Mihály: Ludas Matyi.... Ludas Matyi
- Lope de Vega: A kertész kutyája.... Teodoro
- William Shakespeare: Hamlet, dán királyfi.... Ostrick
- Karvas: Éjféli mise.... Gyurko
- William Shakespeare: II. Richárd.... Aumerle hercege
- Christie: Az egérfogó.... Christopher
- Remarque: Az utolsó állomás.... Mack
- Shaw: Tanner John házassága.... Octavius Robinson
- Büchner: Danton halála.... Philippeau
- Sayers: Kathleen.... Saemus MacGonigal
- William Shakespeare: Ahogy tetszik.... Jakab
- Füst Milán: Negyedik Henrik király.... Konrád
- Gorkij: Kispolgárok.... Siskin
- Müller Péter: Márta.... Fiú
- Jókai Mór: A bolondok grófja.... Pitypalaty
- Tabi László: Az élet királya.... Dr. Kővári
- Simon: Mezítláb a parkban.... Telefonszerelő
- Müller Péter: Szemenszedett igazság.... Dobos
- Tarbay Ede: Hét szem mazsola.... Királyfi; Nárittyen; Kalifa
- Dickens: Copperfield Dávid.... Toby
- Ránki György: Egy szerelem három éjszakája.... Fiatal katona; Henker Frigyes
- Gáli József: A tűz balladája.... A favágó legényfia
- Wilder: A mi kis városunk.... Joe Crowell
- Scarnicci-Tarabusi: Kaviár és lencse.... Nicola
- Szlavin: Örvény.... Marciale
- Hubay Miklós: Nero játszik - a fenevad hét komédiája.... Britannicus
- Shaw: Olyan szép, hogy nem is lehet igaz.... Az orvos
- Illyés Gyula: Kegyenc.... Julianus
- William Shakespeare: III. Richárd.... Dorset márki
- Lengyel Menyhért: A waterlooi csata.... Philips
- Fejes Endre: Vonó ignác.... Második baka
- Gribojedov: Az ész bajjal jár.... Zagoreckij
- Molière: A mizantróp.... Acaste
- Vészi Endre: A hosszú előszoba.... Filmes
- Szomory Dezső: II. Lajos Király.... Glésán
- Brecht: Kurázsi mama.... Zászlós
- Illés Endre: Névtelen levelek.... A hármak titkára
- Molnár Ferenc: Egy, kettő, három.... Főszabász
- Mándy Iván: Mándy Iván estje
- Leigh: La Mancha lovagja.... A százados
- Sütő András: Csillag a máglyán.... Darlot szindikus
- Illés Endre: Spanyol Izabella.... Don Felix
- Németh László: Széchenyi.... Zichy Géza
- Gogol: Holt lelkek.... Arsavszkij
- William Shakespeare: Lóvátett lovagok.... Mercade gróf
- Rabkin: Halhatatlan őrjárat.... Gavroche
- Steinbeck: Egerek és emberek.... Curley
- Dumas: A kaméliás hölgy.... Varville Arthur
- Kesey: Kakukkfészek.... Dale Harding
- Barillet-Grédy: A kaktusz virága.... Cochet úr
- Bergman: Társasjáték New Yorkban.... David
- Csurka István: Szájhős.... A nyelvtanár

## Filmjei
| - A harangok Rómába mentek (1958) - Májusi dal (1959) - Álmatlan évek (1959) - Próbaút (1961) - Májusi fagy (1962) - Húsz évre egymástól (1962) - Pirosbetűs hétköznapok (1962) - Örökre eltiltva (1963) - Asszony a telepen (1963) - Tücsök (1963) - Egy ember, aki nincs (1964) - Déltől hajnalig (1965) - Fény a redőny mögött (1966) - Harlekin és szerelmese (1967) - Fényes szelek (1969) - Pokolrév (1969) - A halhatatlan légiós, akit csak péhovárdnak hívtak (1971) - A magyar ugaron (1973) - Ártatlan gyilkosok (1973) - A dunai hajós (1974) - Bekötött szemmel (1975) - Ereszd el a szakállamat! (1975) - Hogyan felejtsük el életünk legnagyobb szerelmét…? (1980) - Rendkívüli áthaladás, avagy Balogh Jóska megdicsőülése | - Heten a hóban (1962) - Az attasé lánya (1963) - Utak (1964) - Tudni illik, hogy mi illik… (1965) - Oly korban éltünk I.-V. (1966–1967) - Bors (1968) - Egy, kettő, három (1967) - 7 kérdés a szerelemről (és 3 alkérdés) (1969) - Én, Prenn Ferenc I.-III. (1969) - Üzenet a jövőből – A Mézga család különös kalandjai (1969) - Őrjárat az égen I.-IV. (1970) - A 0416-os szökevény I.-V. (1970) - Kukori és Kotkoda (1970-1971) - Villa a Lidón (1971) - Mézga Aladár különös kalandjai (1972) - És mégis mozog a föld (1973) - A farkasok (1973) - Ida regénye (1974) - Vízipók-csodapók I. (1974) - Felelet (1975) - Mire a levelek lehullanak… (1978) - Apród voltam Mátyás udvarában (1981) - A fekete kolostor (1986) |

## Szinkronszerepei
- A banditák hálójában: Albert - James Bolam
- A halálhajó: Philip Gale, amerikai tengerész - Horst Buchholz
- A lány és a tölgy: Josip - Ljuba Tadic
- A Lord és bandája: Jerzy Nowicki - Maciej Damiecki
- A makacs lány: Jura - Andrei Majorov
- A nagy kavarodás: Toto Cacace - Gérard Blain
- A rendőrség száma 110 II/6. rész: Egy kis alibi: Bodo Wendler - Heinz-Uwe Haus
- Az aranyliba: Klaus - Kaspar Eichel
- Csodálatos vagy, Júlia: Roger, Julia fia - Thomas Fritsch
- Doni elbeszélés: Aljosa - Nikolai Melnikov
- Egy szöszi szerelme: Milda - Vladimír Pucholt
- Fekete Péter: Cenda - Vladimír Pucholt
- Jó dolog fiatalnak lenni: Ginger - Brian Smith
- Különös szerelmeslevelek: Rolli - Berko Acker
- Lövés a ködben: Lagutyin - Roman Khomyatov
- Moszkvai séta: Vologya Jermakov - Aleksei Loktev
- Tízen voltunk: Karel Ciperka katona - Jaroslav Satoranský
- A kalász: Kakas